# 라티지아노 치즈
첼로 라티지아노 치즈는 위스컨신주에서 생산하는 치즈로서 소젖으로 만든 유백색의 반경성 치즈이다.
10개월 이상 숙성하여 견과류를 연상케 하는 고소함과 감칠맛을 이끌어낸다.
경성치즈의 농축된 풍미와 연성치즈의 부드러운 물성을 고르게 갖춘 치즈로, 다양하게 활용 가능하다.
숙성된 치즈 특유의 고소한 향이 있으며, 강한 향에 익숙하지 않은 사람들에게도 부담되지 않는다.
그대로 썰어서 와인에 곁들이거나, 곱게 갈아 샐러드나 샌드위치, 파스타에 곁들이기도 좋으며, 특유의 잘 녹는 성질을 활용해 모짜렐라 치즈와 혼합하여 치즈의 풍미를 극대화하거나 소스에 넣어 풍미와 감칠맛을 더하기에 적합하다.